# Mamil

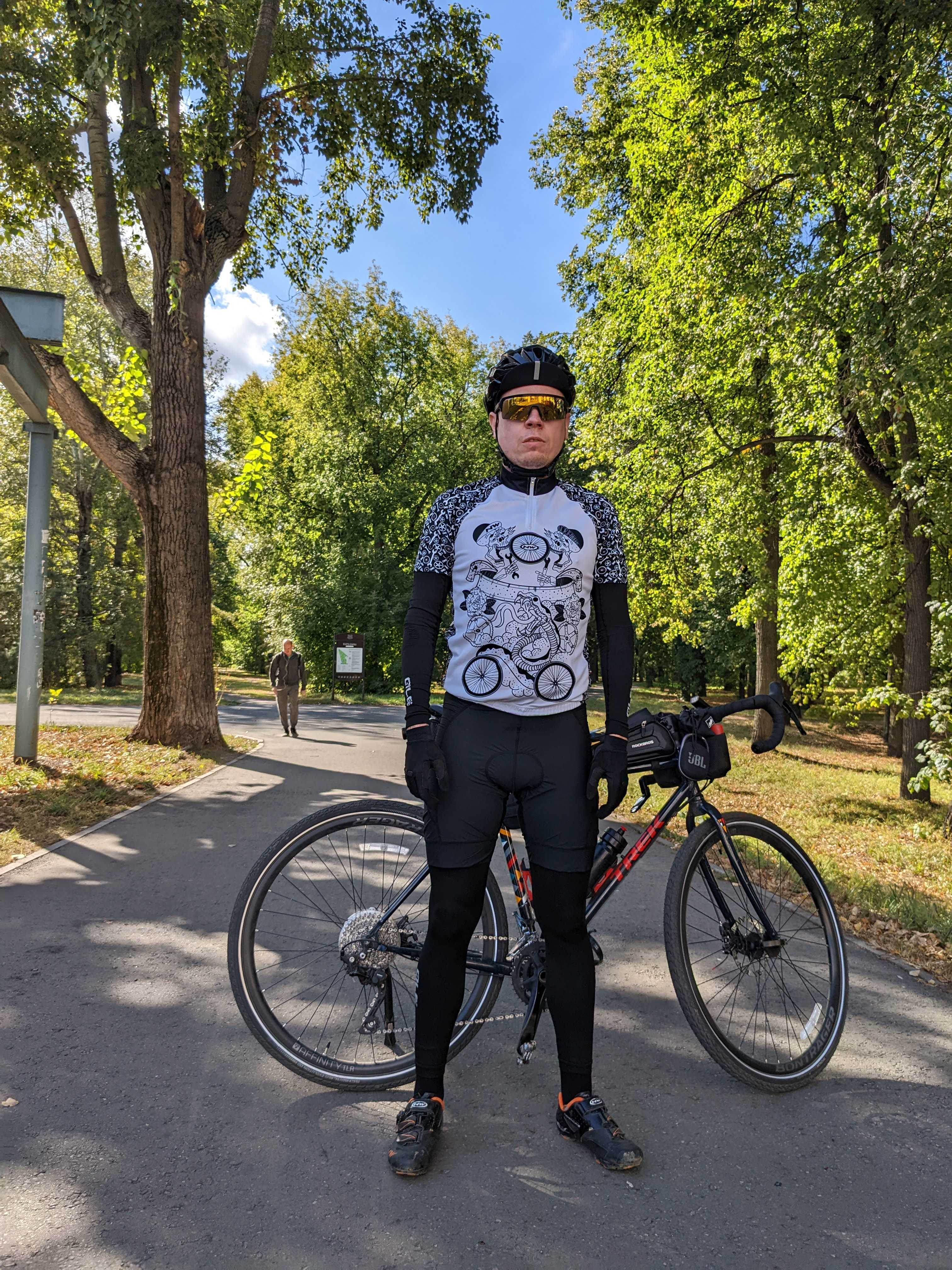
Un Mamil.

Mamil o MAMIL, en mayúsculas, es un acrónimo y término peyorativo para designar a un "hombre de mediana edad en licra" (en inglés: middle-aged man in lycra, MAMIL); es decir, hombres de más de treinta años que practican ciclismo en bicicletas de carreras de alta gama, vestidos con maillot y mallas de elastano.
La palabra fue acuñada por la compañía británica de marketing Mintel en 2010, ganando popularidad en el Reino Unido tras el éxito de Bradley Wiggins en el Tour de Francia 2012 y en los Juegos Olímpicos de Londres 2012. Las victorias de ciertos ciclistas británicos en el UCI WorldTour en los últimos años también han estimulado el interés del ciclismo en el Reino Unido.
En Australia, su popularidad se ha asociado con el Tour Down Under y el ciclista australiano Cadel Evans, ganador del Tour de Francia 2011. El exprimer ministro Tony Abbott también ha sido descrito como "mamil".
Comprar una bicicleta de carretera costosa se ha descrito como una respuesta más saludable y asequible al habitual caso de adquirir un automóvil deportivo de lujo durante la crisis de mediana edad. Hay documentales que investigan esta nueva cultura ciclista. Mamil es el título de una obra de un solo hombre del dramaturgo neozelandés Greg Cooper, escrito para el actor Mark Hadlow; también es el título de un documental de larga duración dirigido por Nickolas Bird y producido por Bird, Eleanor Sharpe y Mark Bird.